# レ・セルバン
『レ・セルバン』は、濱田浩輔による日本の漫画。『ビッグコミックスピリッツ』（小学館）にて2022年6号より連載開始。ある記憶を失った少女の冒険を描いたダークファンタジー。
バラエティ番組『浪川&岡本 ボイコミ ラボ』において、2023年にボイスコミック化された。YouTubeチャンネル「BIG COMICS」でも再公開されている。 

## あらすじ
山裾の国が敵国に侵攻され、王妃が殺され彼女が封印していた邪竜が目覚めてしまう。王女アルシノエは邪竜に対抗するため「思い出を喰う狂女」の力を使うが、引き換えに父に関する全ての記憶を失ってしまう。楽園の民の力を借りて邪竜を倒すため、父であるセルバンと記憶を失ったアルシノエの旅が始まる。

## 登場人物
声はボイスコミックの担当声優。
アルシノエ・グランカマーノ
声 - 和久野愛佳
本作の主人公。中の紀1023年生まれの10歳。山裾の国の王女。ハンナから受け継いだ「思い出を喰う狂女」を体に宿しており、力を使ったことで父の記憶を失った。名前の由来は、楽園の民に伝わる"助け合い"という双子の逸話。
"ボーン"・セルバン・グランカマーノ・ヘルダイルⅡ世
声 - 浪川大輔
アルシノエの父で山裾の国の王。アルシノエと共に旅をしている。武器は雷を放つ斧。連れている馬の名前はネルバ。
ハンナ・グランカマーノ
アルシノエの母で山裾の国の王妃。楽園の民で魔女。封印の巫女と呼ばれ、邪竜を封印するため体に魔神を宿している。中の紀1033年6月にイリア皇国が攻め込んで来た際コントラーノに殺害される。
ノエ
アルシノエが連れている子熊。ノエルとアルシノエに共通する「ノエ」が名前の由来。
ミネルファ
欲望の町の住人。ゴーフェルの側近の踊り子で、弓の名手。祖父の研究が記された書物を買い戻すために働いている。
ゴーフェル
欲望の町に住む狼男。セルバン王の名を騙って商売をしている。元盗賊団。
コントラーノⅡ世
邪竜の封印を解くためにハンナを殺害した、イリア皇国の長。
サマエル
コントラーノの側近。
ストーレン
小人。アルシノエとセルバン王の知り合い。小人の里で二人を匿っていた。
ノエル
凪の村に住む10歳の少女。中の紀15年生まれ。
クレシダ
イリア皇国の侵攻から逃げてきた女性。ライアスの母。
ライアス
クレシダの息子。コントラーノの邪竜の力で不死の体となり操られていたが、アルシノエの力で正気に戻る。

## 用語
山裾の国（ヘレンタール）
アルシノエ達の故郷。邪竜に滅ぼされ、コントラーノの支配下にある。
イリア皇国
山裾の国へ攻め入った、コントラーノII世が率いる国。
小人（ゲノーモス）の里
邪竜と戦った直後のアルシノエとセルバンが匿われていた里。
凪の村（ブナーツァ村）
夜の世界を繰り返す、時間が止まってしまった村。中の紀0年頃に楽園の民の王女の怒りを買い、魂が楽園へ渡れなくなる呪いをかけられていた。アルシノエにより呪いを解かれた。
囲われた大地（ヘイムガルド）
山裾の国等がある地域。楽園と区別してこう呼ばれるが、詳細は不明。
楽園（エンハンブレ）
死者の魂が向かう場所。
楽園の民（アバタールびと）
月光を魔力に変える力を持つ種族。中の紀0年頃に黒い竜を追って楽園から囲われた大地へ移って来た。100年姿を現していないと言われている。
光輝く砦（グレンツェン・フォルト）
楽園の民たちが住んでいる国。アルシノエとセルバンの旅の目的地。
欲望の町（イビシミア）
砂漠の中にある、商売が活発な町。中の紀0年頃に、かつて存在した町を楽園の民が整備して現在の形になった。
古の大国（ヘルダイル）
山裾の国の前身。かつて楽園の民と共に邪竜と戦い、友情の証として光輝く砦の通行証をもらった。通行証は欲望の町の隠し部屋に隠されており、王が代々守ってきた。この国の王家は、山裾の国の王家の祖先。
邪竜（スキアールイン）
ハンナが封印していた、国を覆う程の巨大な竜。放った瘴気に触れると禍々しい姿になり、その中から魔物が生まれる。
魔物
邪竜の瘴気を浴びたものから生まれた怪物。
魔神
人間族の信仰で生み出され、楽園の民に封印された神々。楽園の民と人間族の両方の血を継ぐ者だけが魔神を使役できる。
思い出を喰う狂女（セント・ファナ）
アルシノエが体に宿している魔神。アルシノエの大切な記憶と引き換えに、強大な炎を放つことができる。ミネルファの故郷に祀られていた神の名前でもある（祀られていた神は何者かに奪われており、ミネルファの祖父はその秘密を追っていた）。
風を運ぶ鯨（バルフート）
欲望の町に封印されていた魔神。

## 書誌情報
- 濱田浩輔 『レ・セルバン』 小学館〈ビッグコミックス〉、既刊7巻（2025年7月30日現在）
  1. 2023年4月28日発売[5]、ISBN 978-4-09-861357-1
  2. 2023年4月28日発売[6]、ISBN 978-4-09-861393-9
  3. 2023年12月27日発売[7]、ISBN 978-4-09-862593-2
  4. 2024年5月30日発売[8]、ISBN 978-4-09-862791-2
  5. 2024年9月30日発売[9]、ISBN 978-4-09-863059-2
  6. 2025年2月28日発売[10]、ISBN 978-4-09-863195-7
  7. 2025年7月30日発売[11]、ISBN 978-4-09-863516-0